# Hearts and Sparks
Hearts and Sparks é um curto filme de comédia norte-americano de 1916, dirigido por Clarence G. Badger e estrelado por Gloria Swanson.

## Elenco
- Billie Bennett
- Nick Cogley
- Albert T. Gillespie
- Tom Kennedy
- Joe Lee
- Hank Mann
- Slim Summerville
- Gloria Swanson
- Bobby Vernon - Bobby